# 768. grenadirski polk (Wehrmacht)
768. grenadirski polk (izvirno nemško 768. Grenadier-Regiment; kratica 768. GR) je bil pehotni polk Heera v času druge svetovne vojne.

## Zgodovina
Polk je bil ustanovljen 15. oktobra 1942 za potrebe 377. pehotne divizije.
Uničen je bil februarja 1943 južno od Voroneža.